# Pandinus
Genre
Pandinus est un genre de scorpions de la famille des Scorpionidae.

## Distribution
Les espèces de ce genre se rencontrent en Afrique de l'Ouest, en Afrique centrale et en Afrique de l'Est.

## Liste des espèces
Selon The Scorpion Files (08/10/2023) :
- Pandinus gambiensis Pocock, 1899
- Pandinus imperator (C. L. Koch, 1841)
- Pandinus sahelicus Ythier & Audibert, 2023
- Pandinus ugandaensis Kovařík, 2011
- Pandinus ulderigoi Rossi, 2014

## Systématique et taxinomie
Ce genre a été décrit par Thorell en 1876.
Les sous-genres Pandinoides, Pandinops et Pandinurus ont été élevés au rang de genre par Rossi en 2015.
Les sous-genres Pandinopsis et Pandipalpus ont été élevés au rang de genre par Prendini et Loria en 2020.

## Publication originale
- Thorell, 1876 : « On the classification of Scorpions. » Annals and Magazine of Natural History, sér. 4, vol. 4, p. 1-15 (texte intégral).